# Bilan saison par saison du Genève-Servette Hockey Club
Le Genève-Servette Hockey Club est une équipe membre de la Swiss Ice Hockey Federation (Fédération suisse de hockey sur glace). Cette page retrace ses résultats, depuis sa création, dans les différentes compétitions auxquelles elle a participé.

## Championnat de Suisse
Ce chapitre récapitule le parcours de l’équipe en championnat.

### Avant l'introduction des séries éliminatoires
| Saison                                                                               | PJ                            | V                             | D                             | N                             | BP                            | BC                            | Pts                           | Classement | Remarque                                                                                           | Entraîneur                    |
| ------------------------------------------------------------------------------------ | ----------------------------- | ----------------------------- | ----------------------------- | ----------------------------- | ----------------------------- | ----------------------------- | ----------------------------- | --- | -------------------------------------------------------------------------------------------------- | ----------------------------- |
| 1908-1909                                                                            | 5                             | 2                             | 3                             | 0                             | ?                             | ?                             | 4                             | 5e du championnat national                                                                                     | |                               |
| 1909-1910                                                                            | 2                             | 0                             | 2                             | 0                             | 3                             | 14                            | 0                             | 8e du championnat national                                                                                     | |                               |
| 1910-1911                                                                            | Forfait par manque de joueurs | Forfait par manque de joueurs | Forfait par manque de joueurs | Forfait par manque de joueurs | Forfait par manque de joueurs | Forfait par manque de joueurs | Forfait par manque de joueurs | Forfait par manque de joueurs                                                                                  | Forfait par manque de joueurs                                                                      | Forfait par manque de joueurs |
| 1911-1912                                                                            | 2                             | 0                             | 1                             | 1                             | 4                             | 5                             | 1                             | 3e du groupe 2 du championnat national                                                                         | |                               |
| 1912-1913                                                                            |                               |                               |                               |                               |                               |                               |                               | | |                               |
| 1913-1914                                                                            |                               |                               |                               |                               |                               |                               |                               | | |                               |
| Saison 1914-1915 annulée à cause de la mobilisation pour la Première Guerre mondiale |                               |                               |                               |                               |                               |                               |                               | | |                               |
| 1915-1916                                                                            | 2                             | 0                             | 2                             | 0                             | 6                             | 11                            | 0                             | 3e du groupe ouest du championnat national                                                                     | |                               |
| 1916-1917                                                                            | 2                             | 1 0                           | 0 2                           | 1 2                           | 9 0                           | 3 8                           | 3 0                           | Servette HC A : 1er du groupe 1 du championnat national Servette HC B : 3e du groupe 2 du championnat national | Finale romande (Servette A) : · 4-3 HC Les Avants · Finale nationale : · 2-3 HC Berne              |                               |
| 1917-1918                                                                            |                               |                               |                               |                               |                               |                               |                               | 3e du groupe ouest du championnat national                                                                     | |                               |
| 1918-1919                                                                            | 2                             | 2                             | 0                             | 0                             | 10                            | 1                             | 4                             | 1er du groupe 2 du championnat national                                                                        | Finale romande : · 2-3 HC Bellerive Vevey                                                          |                               |
| 1919-1920                                                                            |                               |                               |                               |                               |                               |                               |                               | | |                               |
| 1920-1921                                                                            |                               |                               |                               |                               |                               |                               |                               | | |                               |
| 1921-1922                                                                            | Aucun                         | Aucun                         | Aucun                         | Aucun                         | Aucun                         | Aucun                         | Aucun                         | Série B | Pré-qualifications ouest : · 7-1 HC La Chaux-de-Fonds · Demi-finales ouest : · 0-8 HC Château-d'Œx |                               |
| 1922-1923                                                                            | Aucun                         | Aucun                         | Aucun                         | Aucun                         | Aucun                         | Aucun                         | Aucun                         | Série B | Pré-qualifications ouest : · 1-8 Lausanne HC ou HC La Chaux-de-Fonds                               |                               |
| 1923-1924                                                                            |                               |                               |                               |                               |                               |                               |                               | | |                               |
| 1924-1925                                                                            |                               |                               |                               |                               |                               |                               |                               | Série B | |                               |
| 1925-1926                                                                            | 3                             | 0                             | 2                             | 1                             | 2                             | 5                             | 1                             | 4e du groupe 3 de Série B                                                                                      | |                               |
| 1926-1927                                                                            |                               |                               |                               |                               |                               |                               |                               | | |                               |
| 1927-1928                                                                            | 3                             | 2                             | 1                             | 0                             | 11                            | 8                             | 4                             | Série B | |                               |
| 1928-1929                                                                            | 2                             | 2                             | 0                             | 0                             | 7                             | 5                             | 2                             | 1er de la poule 1 du groupe 5 de Série B                                                                       | Finale du groupe : · 1-2 Lycée Jaccard                                                             |                               |
| 1929-1930                                                                            |                               |                               |                               |                               |                               |                               |                               | Série B | |                               |
| 1930-1931                                                                            |                               |                               |                               |                               |                               |                               |                               | Série B | |                               |
| 1931-1932                                                                            |                               |                               |                               |                               |                               |                               |                               | Série B | |                               |
| 1932-1933                                                                            |                               |                               |                               |                               |                               |                               |                               | Série B | |                               |
| 1933-1934                                                                            | Aucun                         | Aucun                         | Aucun                         | Aucun                         | Aucun                         | Aucun                         | Aucun                         | Série B | Premier tour, demi-finales : · 1-6 HC Champéry                                                     |                               |
| 1934-1935                                                                            | 1                             | 1                             | 0                             | 0                             | 4                             | 3                             | 2                             | Poule 2 du groupe romand de Série B                                                                            | |                               |
| 1935-1936                                                                            | 1                             | 0                             | 1                             | 0                             | 0                             | 8                             | 0                             | Poule 11 du groupe romand de Série B                                                                           | |                               |
| 1936-1937                                                                            |                               |                               |                               |                               |                               |                               |                               | | |                               |
| 1937-1938                                                                            |                               |                               |                               |                               |                               |                               |                               | | |                               |
| 1938-1939                                                                            |                               |                               |                               |                               |                               |                               |                               | | |                               |
| 1939-1940                                                                            |                               |                               |                               |                               |                               |                               |                               | | |                               |
| 1940-1941                                                                            |                               |                               |                               |                               |                               |                               |                               | | |                               |
| 1941-1942                                                                            | Aucun                         | Aucun                         | Aucun                         | Aucun                         | Aucun                         | Aucun                         | Aucun                         | Poule Valais/Genève du groupe romand de Serie B                                                                | 2-5 HC Crans-Montana                                                                               |                               |
| 1942-1943                                                                            |                               |                               |                               |                               |                               |                               |                               | 1er de la poule Genève du groupe romand de Série B                                                             | Finales romandes : · 4-3 HC Reuchenette · 2-5 HC Neuchâtel Young Sprinters                         |                               |
| 1943-1944                                                                            | 3                             | 3                             | 0                             | 0                             | 19                            | 2                             | 6                             | 1er de la poule 1 du groupe romand de Série A                                                                  | Finale romande : · 3-6 Lausanne HC III                                                             |                               |
| 1944-1945                                                                            |                               |                               |                               |                               |                               |                               |                               | | |                               |
| 1945-1946                                                                            |                               |                               |                               |                               |                               |                               |                               | Poule Vaud/Genève du groupe romand de Série A                                                                  | |                               |
| 1946-1947                                                                            | 3                             | 1                             | 2                             | 0                             | 6                             | 11                            | 2                             | Poule Vaud/Genève du groupe romand de Série A                                                                  | |                               |
| 1947-1948                                                                            |                               |                               |                               |                               |                               |                               |                               | | |                               |
| 1948-1949                                                                            |                               |                               |                               |                               |                               |                               |                               | | |                               |
| 1949-1950                                                                            |                               |                               |                               |                               |                               |                               |                               | | |                               |
| 1950-1951                                                                            |                               |                               |                               |                               |                               |                               |                               | | |                               |
| 1951-1952                                                                            |                               |                               |                               |                               |                               |                               |                               | | |                               |
| 1952-1953                                                                            |                               |                               |                               |                               |                               |                               |                               | | |                               |
| 1953-1954                                                                            |                               |                               |                               |                               |                               |                               |                               | | |                               |
| 1954-1955                                                                            |                               |                               |                               |                               |                               |                               |                               | | |                               |
| 1955-1956                                                                            |                               |                               |                               |                               |                               |                               |                               | | |                               |
| 1956-1957                                                                            | 8                             | 3                             | 5                             | 0                             | 27                            | 48                            | 6                             | 4e du groupe ouest de LNB                                                                                      | |                               |
| 1957-1958                                                                            | 12                            | 7                             | 3                             | 2                             | 66                            | 52                            | 16                            | 3e du groupe ouest de LNB                                                                                      | |                               |
| 1958-1959                                                                            | 12                            | 6                             | 4                             | 2                             | 65                            | 69                            | 14                            | 3e du groupe ouest de LNB                                                                                      | | Victor Zamick (en)            |
| 1959-1960                                                                            | 12                            | 7                             | 4                             | 1                             | 54                            | 41                            | 15                            | 3e du groupe ouest de LNB                                                                                      | |                               |
| 1960-1961                                                                            | 12                            | 6                             | 7                             | 1                             | 55                            | 49                            | 13                            | 4e du groupe ouest de LNB                                                                                      | |                               |
| 1961-1962                                                                            | 14                            | 8                             | 4                             | 2                             | 94                            | 48                            | 18                            | 3e du groupe ouest de LNB                                                                                      | |                               |
| 1962-1963                                                                            | 14                            | 13                            | 0                             | 1                             | 83                            | 26                            | 27                            | 1er du groupe ouest de LNB                                                                                     | Finale de LNB : · 0-2 Grasshopper Club Zurich                                                      |                               |
| 1963-1964                                                                            | 14                            | 11                            | 2                             | 1                             | 112                           | 28                            | 23                            | 1er du groupe ouest de LNB                                                                                     | Barrage pour la 1re place : · 4-2 HC Martigny · Finale de LNB : · 2-0 HC Bienne · Promu en LNA     |                               |
| 1964-1965                                                                            | 18                            | 9                             | 8                             | 1                             | 92                            | 72                            | 19                            | 5e de LNA | |                               |
| 1965-1966                                                                            | 18 6                          | 11 3                          | 3                             | 4 0                           | 83 25                         | 52 22                         | 26 6                          | 1er de LNA 2e du tour final                                                                                    | |                               |
| 1966-1967                                                                            | 18 6                          | 13 3                          | 4 2                           | 1                             | 106 22                        | 49 16                         | 27 7                          | 1er de LNA 2e du tour final                                                                                    | |                               |
| 1967-1968                                                                            | 28                            | 17                            | 6                             | 5                             | 130                           | 97                            | 39                            | 2e de LNA | |                               |
| 1968-1969                                                                            | 14 8                          | 9 4                           | 5 4                           | 0                             | 64 31                         | 44 29                         | 18 8                          | 2e de LNA 2e du tour final                                                                                     | |                               |
| 1969-1970                                                                            | 14 8                          | 8 2                           | 3 6                           | 3 0                           | 65 29                         | 45 41                         | 19 4                          | 2e de LNA 4e du tour final                                                                                     | |                               |
| 1970-1971                                                                            | 14 8                          | 10 5                          | 3                             | 1 0                           | 81 45                         | 44 35                         | 21 10                         | 2e de LNA 2e du tour final                                                                                     | | Jean Cusson (en)              |
| 1971-1972                                                                            | 14 8                          | 8 4                           | 6 3                           | 0 1                           | 55 43                         | 40 37                         | 16 9                          | 4e de LNA 3e du tour final                                                                                     | | Jean Cusson                   |
| 1972-1973                                                                            | 28                            | 10                            | 13                            | 5                             | 111                           | 116                           | 25                            | 6e de LNA | | Jean Cusson                   |
| 1973-1974                                                                            | 28                            | 10                            | 13                            | 5                             | 107                           | 132                           | 25                            | 5e de LNA | | Jean Cusson                   |
| 1974-1975                                                                            | 28                            | 7                             | 21                            | 0                             | 116                           | 161                           | 14                            | 8e de LNA | Relégué en LNB                                                                                     | André Girard                  |
| 1975-1976                                                                            | 14                            | 11 7                          | 2 6                           | 1                             | 85 88                         | 42 67                         | 23 15                         | 1er du groupe ouest de LNB 5e du tour final                                                                    | |                               |
| 1976-1977                                                                            | 14                            | 3 8                           | 6 4                           | 5 2                           | 59 72                         | 54 46                         | 11 18                         | 5e du groupe ouest de LNB 1er du tour de maintien                                                              | |                               |
| 1977-1978                                                                            | 30                            | 14                            | 10                            | 6                             | 134                           | 106                           | 34                            | 5e de LNB | | Murray Williamson (en)        |
| 1978-1979                                                                            | 30                            | 15                            | 12                            | 3                             | 165                           | 151                           | 33                            | 7e de LNB | | Jean-Pierre Kast              |
| 1979-1980                                                                            | 28                            | 9                             | 16                            | 3                             | 118                           | 134                           | 21                            | 6e du groupe ouest de LNB                                                                                      | |                               |
| 1980-1981                                                                            | 28 6                          | 9 3                           | 16 3                          | 3 0                           | 122 30                        | 138 33                        | 21 6                          | 7e du groupe ouest de LNB 3e du tour de maintien                                                               | Relégué en 1L                                                                                      |                               |
| 1981-1982                                                                            | 18                            | 13                            | 2                             | 3                             | 105                           | 45                            | 29                            | 2e du groupe IV de 1L                                                                                          | 2-5 / 2-4 HC Ajoie                                                                                 |                               |
| 1982-1983                                                                            | 18                            | 13                            | 4                             | 1                             | 115                           | 54                            | 27                            | 2e du groupe IV de 1L                                                                                          | 2-4 / 5-2 / 4-6 SC Lyss                                                                            |                               |
| 1983-1984                                                                            | 18                            | 16                            | 2                             | 0                             | 155                           | 61                            | 32                            | 2e du groupe IV du 1L                                                                                          | 4-1 / 6-6 HC Grindelwald (de) · 3-8 / 4-3 / 9-4 HC Martigny · Promu en LNB                         | George Bastl                  |
| 1984-1985                                                                            | 26 14                         | 10 8                          | 13 4                          | 3 2                           | 103 75                        | 115 57                        | 23 18                         | 10e de LNB 4e du tour de maitien                                                                               | | George Bastl                  |

### Après l'introduction des séries éliminatoires
| Saison    | PJ    | V    | VP | VF | D     | DP | DF  | N   | BP     | BC     | Pts        | Classement                                                        | Séries éliminatoires | Entraîneur(s)                         |
| --------- | ----- | ---- | -- | -- | ----- | -- | --- | --- | ------ | ------ | ---------- | ----------------------------------------------------------------- | --- | ------------------------------------- |
| 1985-1986 | 36    | 2    | —  | —  | 32    | —  | —   | 2   | 121    | 242    | 6          | 10e de LNB                                                        | Relégué en 1L | Jürg Schafroth                        |
| 1986-1987 | 22    | 14   | —  | —  | 6     | —  | —   | 2   | 178    | 83     | 30         | 3e du groupe romand de 1L                                         | |                                       |
| 1987-1988 | 20 10 | 17 8 | —  | —  | 3 1   | —  | —   | 0 1 | 162 55 | 35 32  | 34 17      | 2e du groupe romand de 1L 1er du tour final national Promu en LNB | | Paul-André Cadieux                    |
| 1988-1989 | 36 10 | 15 4 | —  | —  | 15 4  | —  | —   | 6 2 | 150 48 | 148 53 | 36 10      | 6e de LNB 5e du tour de maintien Relégué en 1L                    | Relégué en 1L | Paul-André Cadieux / Richard Beaulieu |
| 1989-1990 | 22    | 20   | —  | —  | 1     | —  | —   | 1   | 200    | 36     | 41         | 1er du groupe romand de 1L                                        | Finales romandes : · 2-0 HC Neuchâtel Young Sprinters · 2-0 HC La Chaux-de-Fonds · Finale nationale : 2e · Promu en LNB              | Ken Tyler (en)                        |
| 1990-1991 | 36 10 | 2 0  | —  | —  | 28 10 | —  | —   | 6 0 | 100 15 | 213 89 | 10 0       | 10e de LNB 6e de la poule de maintien                             | Relégué en 1L | Ken Tyler Larry Rush                  |
| 1991-1992 | 22    |      | —  | —  |       | —  | —   |     |        |        | 35         | 2e du groupe romand de 1L                                         | Play-off du groupe romand : · 1-2 HC Viège                                                                                           | Larry Rush                            |
| 1992-1993 | 22    |      | —  | —  |       | —  | —   |     |        |        | 38         | 1er du groupe romand de 1L                                        | Play-off du groupe romand : · 2-1 HC Viège · 1-2 HC La Chaux-de-Fonds                                                                | Larry Rush                            |
| 1993-1994 | 22 10 |      | —  | —  |       | —  | —   |     |        |        | 38 10      | 1er de groupe romand de 1L 3e de la poule finale du groupe romand | | Larry Rush                            |
| 1994-1995 |       |      | —  | —  |       | —  | —   |     |        |        |            |                                                                   | Promu en LNB | François Huppé                        |
| 1995-1996 | 36    | 8    | —  | —  | 23    | —  | —   | 5   | 99     | 152    | 21         | 8e de LNB                                                         | 0-3 Grasshopper Club Zurich | François Huppé                        |
| 1996-1997 | 22 20 | 8 7  | —  | —  | 13 8  | —  | —   | 1 5 | 82 81  | 100 78 | 17 28      | 9e de LNB 4e de la poule de l’espoir                              | Barrages LNB/1L (demi-finales) : · 3-2 HC Ajoie                                                                                      | François Huppé Gary Sheehan           |
| 1997-1998 | 40 4  | 12 2 | —  | —  | 22 2  | —  | —   | 6 0 | 152 26 | 187 14 | 30 4       | 9e de LNB 1er du tour de maintien                                 | | Gary Sheehan Jean Perron              |
| 1998-1999 | 40    | 11   | —  | —  | 25    | —  | —   | 4   | 140    | 73     | 26         | 10e de LNB                                                        | Non qualifié | Jean Perron                           |
| 1999-2000 | 36    | 19   | —  | —  | 12    | —  | —   | 5   | 122    | 90     | 43         | 3e de LNB                                                         | 3-1 Lausanne HC · 2-3 HC La Chaux-de-Fonds                                                                                           | François Huppé / Paul-André Cadieux   |
| 2000-2001 | 40    | 26   | —  | —  | 11    | —  | —   | 3   | 179    | 114    | 55         | 3e de LNB                                                         | 3-0 GCK Lions · 1-3 HC Bienne | Paul-André Cadieux                    |
| 2001-2002 | 36    | 28   | —  | —  | 5     | —  | —   | 3   | 172    | 71     | 59         | 1er de LNB                                                        | 3-0 HC Thurgovie · 3-0 HC Ajoie · 3-0 HC La Chaux-de-Fonds · Barrage de promotion/relégation LNA/LNB : · 4-0 HC Coire · Promu en LNA | Chris McSorley                        |
| 2002-2003 | 44    | 19   | —  | —  | 15    | —  | —   | 10  | 110    | 107    | 48         | 6e de LNA                                                         | 2-4 CP Berne | Chris McSorley                        |
| 2003-2004 | 48    | 26   | —  | —  | 16    | —  | —   | 6   | 148    | 123    | 58         | 3e de LNA                                                         | 4-3 HC Ambrì-Piotta · 1-4 CP Berne                                                                                                   | Chris McSorley                        |
| 2004-2005 | 44    | 20   | —  | —  | 19    | —  | —   | 5   | 126    | 131    | 45         | 5e de LNA                                                         | 0-4 EV Zoug | Chris McSorley                        |
| 2005-2006 | 44    | 16   | —  | —  | 21    | —  | —   | 7   | 133    | 145    | 39         | 11e de LNA                                                        | Play-out : · 4-2 ZSC Lions | Chris McSorley                        |
| 2006-2007 | 44    | 19   |    |    | 19    |    |     | —   | 147    | 140    | 65         | 7e de LNA                                                         | 1-4 CP Berne | Chris McSorley                        |
| 2007-2008 | 50    | 21   |    |    | 14    |    |     | —   | 172    | 135    | 89         | 2e de LNA                                                         | 4-1 Rapperswil-Jona Lakers · 4-1 HC Fribourg-Gottéron · 2-4 ZSC Lions                                                                | Chris McSorley                        |
| 2008-2009 | 50    | 5    | 0  | 21 | 0     | 2  | 157 | —   | 157    | 140    | 78         | 6e de LNA                                                         | 0-4 Kloten Flyers | Chris McSorley                        |
| 2009-2010 | 50    | 28   | 2  | 4  | 11    | 3  | 2   | —   | 166    | 113    | 101        | 2e de LNA                                                         | 4-3 HC Fribourg-Gottéron · 4-2 EV Zoug · 3-4 CP Berne                                                                                | Chris McSorley                        |
| 2010-2011 | 50    | 20   | 2  | 1  | 19    | 3  | 5   | —   | 129    | 128    | 74         | 5e de LNA                                                         | 2-4 EV Zoug | Chris McSorley                        |
| 2011-2012 | 50    | 16   | 1  | 4  | 20    | 1  | 8   | —   | 117    | 126    | 67         | 9e de LNA                                                         | Play-out : · 1-4 Rapperswil-Jona Lakers · 4-0 HC Ambrì-Piotta                                                                        | Chris McSorley                        |
| 2012-2013 | 50    | 23   | 3  | 1  | 20    | 2  | 1   | —   | 146    | 139    | 80         | 7e de LNA                                                         | 3-4 CP Berne | Chris McSorley                        |
| 2013-2014 | 50    | 21   | 2  | 5  | 16    | 5  | 1   | —   | 158    | 133    | 83         | 4e de LNA                                                         | 4-1 HC Lugano · 3-4 ZSC Lions | Chris McSorley                        |
| 2014-2015 | 50    | 19   | 3  | 3  | 16    | 3  | 6   | —   | 154    | 154    | 78         | 6e de LNA                                                         | 4-2 HC Lugano · 2-4 ZSC Lions | Chris McSorley                        |
| 2015-2016 | 50    | 25   | 3  | 3  | 17    | 1  | 1   | —   | 160    | 138    | 89         | 3e de LNA                                                         | 4-1 HC Fribourg-Gottéron · 2-4 HC Lugano                                                                                             | Chris McSorley                        |
| 2016-2017 | 50    | 18   | 3  | 1  | 17    | 4  | 7   | —   | 135    | 140    | 73         | 6e de LNA                                                         | 0-4 EV Zoug | Chris McSorley                        |
| 2017-2018 | 50    | 16   | 3  | 5  | 19    | 4  | 3   | —   | 132    | 153    | 71         | 8e de NL                                                          | 1-4 CP Berne | Craig Woodcroft                       |
| 2018-2019 | 50    | 21   | 2  | 2  | 21    | 3  | 1   | —   | 137    | 150    | 75         | 8e de NL                                                          | 2-4 CP Berne | Chris McSorley                        |
| 2019-2020 | 50    | 24   | 4  | 2  | 15    | 4  | 1   | —   | 140    | 116    | 89         | 4e de NL                                                          | Championnat annulé après la saison régulière en raison du coronavirus                                                                | Patrick Émond (en)                    |
| 2020-2021 | 50    | 22   | 4  | 3  | 17    | 2  | 2   | —   | 167    | 129    | 1,680 (84) | 6e de NL                                                          | 4-1 HC Fribourg-Gottéron 3-0 ZSC Lions 0-3 EV Zoug                                                                                   | Patrick Émond                         |
| 2021-2022 | 52    | 23   | 3  | 3  | 16    | 5  | 2   | —   | 151    | 130    | 1,692 (88) | 8e de NL                                                          | Préplay-off : 0-2 HC Lugano | Patrick Émond Jan Cadieux             |
| 2022-2023 | 52    | 27   | 3  | 3  | 11    | 6  | 2   | —   | 185    | 140    | 101        | 1er de NL                                                         | 4-2 HC Lugano 4-1 EV Zoug 4-3 HC Bienne Champion de Suisse (1)                                                                       | Jan Cadieux                           |
| 2023-2024 | 52    | 19   | 3  | 3  | 22    | 3  | 2   | —   | 140    | 155    | 74         | 10e de NL                                                         | Play-in : 2-3 / 2-2 HC Bienne | Jan Cadieux                           |
| 2024-2025 | 52    | 17   | 5  | 2  | 22    | 0  | 6   | —   | 141    | 153    | 71         | 12e de NL                                                         | Non qualifié | Jan Cadieux Yorick Treille            |

## Coupe de Suisse
Ce chapitre récapitule le parcours de l’équipe en coupe.
| Édition                                    | Tour                | Parcours | Entraîneur         |
| ------------------------------------------ | ------------------- | --- | ------------------ |
| 1956-1957                                  | Demi-finales        | 6-5 HC Davos (LNA) · 3-2 HC Viège (LNB) · 1-9 HC Neuchâtel Young Sprinters (LNA)                                                       |                    |
| 1957-1958                                  | Huitièmes de finale | 4-6 HC Bâle-Rotweiss (LNA) |                    |
| 1958-1959                                  | Vainqueur (1)       | 30-1 EHC Rot-Blau (de) · 14-7 HC Lugano (1L) · 11-4 Lausanne HC (LNA) · 10-7 Zürcher SC (LNA) · 7-3 HC Neuchâtel Young Sprinters (LNA) | Victor Zamick      |
| 1959-1960                                  | Quarts de finale    | 3-0 Star Lausanne HC (1L) · 4-3 a. p. SC Langnau (LNB) · 4-7 Lausanne HC (LNA)                                                         |                    |
| 1960-1961                                  | Deuxième tour       | 11-2 Breitenlachen · 3-4 HC Viège (LNA)                                                                                                |                    |
| 1961-1962                                  | Premier tour        | 3-5 Genève HC (1L) |                    |
| 1962-1963                                  | Huitièmes de finale | 11-2 HC Le Locle (1L) · 4-3 HC La Chaux-de-Fonds (LNB) · 1-4 CP Berne (LNA)                                                            |                    |
| 1963-1964                                  | Huitièmes de finale | 2-3 a. p. HC Viège (LNA) |                    |
| 1964-1965                                  | Demi-finales        | 10-4 HC Bâle-Rotweiss (LNB) · 3-1 HC Martigny (LNB) · 0-3 Villars HC (LNA)                                                             |                    |
| 1965-1966                                  | Demi-finales        | 6-0 HC Bâle-Rotweiss (LNB) · 5-3 SC Langnau (LNA) · 3-5 Zürcher SC (LNA)                                                               |                    |
| Aucune édition disputée entre 1967 et 1970 |                     | |                    |
| 1971-1972                                  | Vainqueur (2)       | 8-1 / 7-3 HC Fribourg-Gottéron (LNB) · 4-2 / 4-4 HC Davos (LNB) · 4-3 / 10-6 Villars HC (LNB) · 2-0 / 2-3 HC Ambrì-Piotta (LNA)        | Jean Cusson        |
| Aucune édition disputée entre 1973 et 2013 |                     | |                    |
| 2014-2015                                  | Demi-finales        | 4-1 HC Ajoie (LNB) · 1-0 Lausanne HC (LNA) · 6-2 Rapperswil-Jona Lakers (LNA) · 1-2 Kloten Flyers (LNA)                                | Chris McSorley     |
| 2015-2016                                  | Huitièmes de finale | 10-2 HC université Neuchâtel (1L) · 2-3 fus. HC Bienne (LNA)                                                                           | Chris McSorley     |
| 2016-2017                                  | Finale              | 7-1 HC Guin Bulls (1L) · 4-3 HC La Chaux-de-Fonds (LNB) · 6-3 HC Davos (LNA) · 3-2 EV Zoug (LNA) · 2-5 EHC Kloten (LNA)                | Chris McSorley     |
| 2017-2018                                  | Quarts de finale    | 7-2 HC Sion-Nendaz 4 Vallées (MSL) · 2-1 a. p. HCB Ticino Rockets (SL) · 1-4 HC Davos (NL)                                             | Craig Woodcroft    |
| 2018-2019                                  | Quarts de finale    | 4-2 HC Viège (SL) 6-1 EV Zoug Academy (SL) 4-5 SC Langnau Tigers (NL)                                                                  | Chris McSorley     |
| 2019-2020                                  | Huitièmes de finale | 12-0 EHC Saastal (1L) 3-4 fus. ZSC Lions (NL)                                                                                          | Patrick Émond (en) |
| 2020-2021                                  | Demi-finales        | 3-0 HC La Chaux-de-Fonds (SL) 4-2 SC Langnau Tigers (NL) 1-0 fus. Lausanne HC (NL) 2-3 fus. CP Berne (NL)                              | Patrick Émond      |

## Coupe Spengler
Ce chapitre récapitule le parcours de l'équipe lors de ses trois participations à la Coupe Spengler.
| Édition | PJ | V | VP | VF | D | DP | DF | N | BP | BC | Pts | Classement             | Phase à élimination directe                                 | Entraîneur     |
| ------- | -- | - | -- | -- | - | -- | -- | - | -- | -- | --- | ---------------------- | ----------------------------------------------------------- | -------------- |
| 2010    | 2  | 1 | 0  | 0  | 1 | 0  | 0  | — | 5  | 6  | 3   | 2e du groupe Torriani  | 2-0 HK Spartak Moscou · 0-4 Team Canada                     | Chris McSorley |
| 2013    | 2  | 1 | 1  | 0  | 0 | 0  | 0  | — | 9  | 3  | 5   | 1er du groupe Torriani | 6-5 Team Canada · 5-3 HK CSKA Moscou · Vainqueur (1)        | Chris McSorley |
| 2014    | 2  | 2 | 0  | 0  | 0 | 0  | 0  | — | 6  | 3  | 6   | 1er du groupe Torriani | 6-5 Team Canada · 3-0 Salavat Ioulaïev Oufa · Vainqueur (2) | Chris McSorley |

## Coupes d'Europe
Ce chapitre récapitule le parcours de l’équipe en Coupe d’Europe.

### Ligue des champions
| Édition   | Tour                                         | Parcours | Entraîneur                                   |
| --------- | -------------------------------------------- | --- | -------------------------------------------- |
| 2014-2015 | Huitièmes de finale                          | Phase de groupes : · 4-3 Frölunda HC · 4-2 EC Villacher SV · 3-7 Frölunda HC · 7-2 Diables rouges de Briançon · 5-0 EC Villacher SV · 5-1 Diables rouges de Briançon · Séries éliminatoires : · 2-0 / 2-5 SaiPa                                                                          | Chris McSorley                               |
| 2015-2016 | Phase de groupes                             | Phase de groupes : · 4-3 a. p. HC Sparta Prague · 0-3 Storhamar Dragons · 1-5 Storhamar Dragons · 2-5 HC Sparta Prague | Chris McSorley                               |
| 2020-2021 | Annulée en raison de la pandémie de Covid-19 | Annulée en raison de la pandémie de Covid-19 | Annulée en raison de la pandémie de Covid-19 |
| 2023-2024 | Champion d'Europe (1)                        | Phase de ligue : · 2-5 HC TWK Innsbruck · 3-2 HC Košice · 6-1 HC Bolzano · 9-1 Dragons de Rouen · 3-2 t.b. HC Dynamo Pardubice · 2-3 Lukko Rauma · Séries éliminatoires : · 2-3 / 3-1 Red Bull Munich · 4-1 / 1-3 Växjö Lakers HC · 2-2 / 3-2 Lukko Rauma · 3-2 Skellefteå AIK           | Jan Cadieux                                  |
| 2024-2025 | Demi-finales                                 | Phase de ligue : · 2-3 Fischtown Pinguins · 4-5 t.b. Pelicans Lahti · 4-3 t.b. Storhamar Dragons · 4-3 Ilves · 2-3 a. p. EC Klagenfurt · 5-2 Fehérvár AV19 · Séries éliminatoires : · 5-0 / 7-4 Lausanne HC · 4-0 / 2-2 Fischtown Pinguins · 2-2 / 3-2 Lukko Rauma · 1-6 / 3-3 ZSC Lions | Jan Cadieux Yorick Treille                   |

## Liens extrenes
Genève-Servetee HC - eliteproscpects.com
Genève-Servette HC - hockeydb.com